# کلانکسبول
کلانکسبول (به آلمانی: Klanxbüll) یک شهر در آلمان است که در نوردفرایسلند واقع شده‌است. کلانکسبول ۹۳۶ نفر جمعیت دارد.